# Nordviertel (Recklinghausen)
Das Nordviertel ist ein Ortsteil und statistischer Bezirk nördlich der Innenstadt von Recklinghausen, dessen Fläche ungefähr die Form eines Dreiecks hat. Die Nordnordwestseite des Dreiecks wird von der Umgehungsstraße L511 gebildet, die vierspurig als Autobahnzubringer zur A43 führt. Als Ostbegrenzung dienen die Gleisanlagen der Eisenbahnlinie von Recklinghausen nach Münster, jenseits derer sich das Ostviertel anschließt. Die Südwestgrenze zum Westviertel wird von der Straße Cäcilienhöhe gebildet, die bis an den Stadtgarten reicht. Die Südspitze grenzt an Grafenwall und Kurfürstenwall an die Innenstadt, zu der die Wohnhäuser an der Nordseite des Kurfürstenwalls noch gehören.

## Geschichte

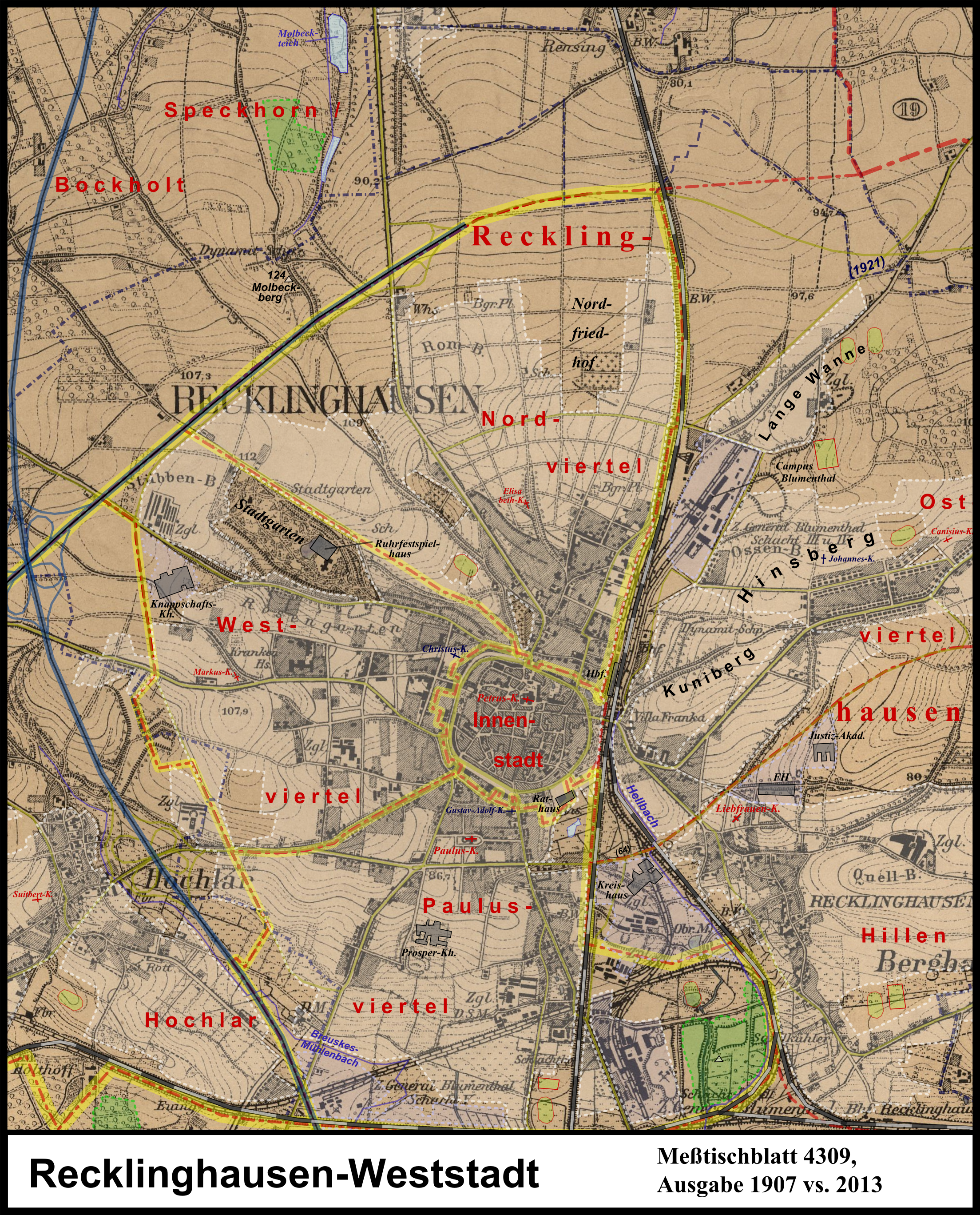
Siedlungsentwicklung der Weststadt Recklinghausens nebst Nordviertel seit 1907
(→ Gleicher Ausschnitt ohne Karte von 2007 (nur aktuelle Siedlungsflächen), → Legende)

Das Nordviertel wurde bis zum Ende des 19. Jahrhunderts vor allem landwirtschaftlich genutzt. Es lag außerhalb der Stadtmauern, die ab 1838 abgerissen wurden, gehörte aber zum Stadtgebiet Recklinghausen. Der etwas südlich der heutigen Umgehungsstraße verlaufende (Nord-)charweg bildete damals die Stadtgrenze. 1885 soll es im damaligen Nordviertel erst 10 Häuser gegeben haben. Um 1870 war die Eisenbahnlinie nach Münster in Betrieb genommen worden. 1895 begann direkt östlich der Gleise der Bau der Schachtanlagen 3 und 4 der Zeche General Blumenthal, die ihren Hauptsitz südlich der Innenstadt hatte. Daraufhin wurde der Südosten des Nordviertels, das Gelände an den Gleisen, um 1900 als erster Teil des Viertels zum Siedlungsgebiet erklärt. Wohnhäuser für Bergarbeiter und Eisenbahner entstanden. Es wurden auch Verwaltungsgebäude errichtet, z. B. um 1910 ein Postamt und das Bahnbetriebsamt. So zogen auch Beamte ins Nordviertel. Die Wohnbevölkerung durchmischte sich. Auch im mittleren Teil des Nordviertels an der Hauptausfallstraße nach Norden, der heutigen Halterner Straße, gab es bald Wohnhäuser und Ladenlokale.
Unmittelbar jenseits der Westgrenze des Nordviertels entstand ab 1904 der Stadtgarten. An seinem Rand wurden Villenviertel gebaut. Als erste Schule im Nordviertel wurde 1916 eine katholische Volksschule, die Rombergschule, an der Straße Im Romberg errichtet. Etwa gleichzeitig entstand eine Mädchenoberschule (Lyzeum), die zeitweilig dasselbe Gebäude nutzte, bis sie ab 1923 ein eigenes Gebäude in der benachbarten Görresstraße erhielt. Als am Ende des Zweiten Weltkriegs die amerikanischen Truppen von Nordwesten her vorrückten, wurde der damals existierende Teil des Nordviertels beim schwersten Luftangriff auf Recklinghausen am 23. April 1945 zu großen Teilen zerstört.
1926 hatte es eine Gebietsreform gegeben, bei der die nördlich des Nordviertels gelegenen Dörfer Speckhorn und Bockholt nebst den Wohnplätzen Beising und Börste von der Landgemeinde Recklinghausen in die Stadt eingemeindet worden waren. Sie bilden heute den eigenen Bezirk Speckhorn/Bockholt.

## Heutiges Stadtteilbild

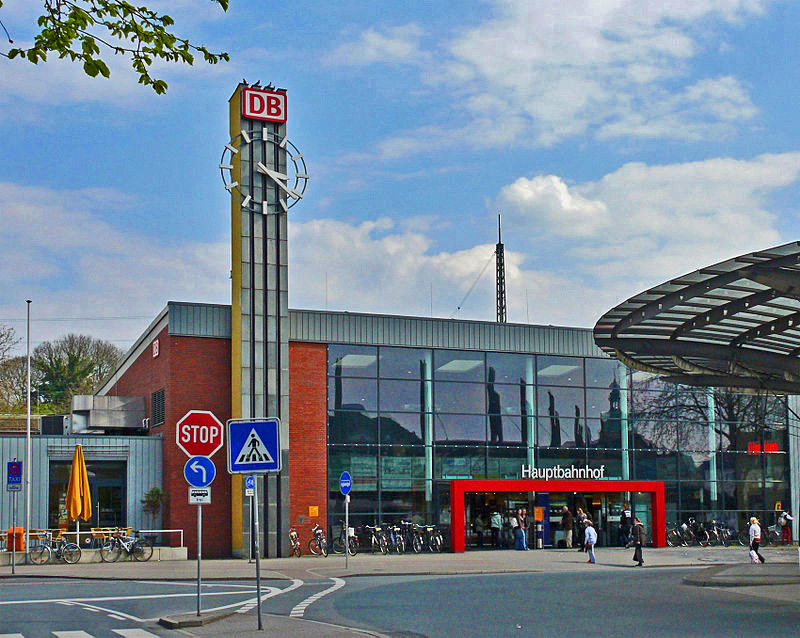
Der Hauptbahnhof liegt nominell im Nordviertel

Das Nordviertel ist heute von Wohnsiedlungen teils in offener, teils in geschlossener Bauweise geprägt. Die Kriegsschäden waren bis 1955 beseitigt. In den folgenden Jahrzehnten dehnte sich die Wohnbebauung immer weiter aus. Inzwischen reicht sie bis zur Umgehungsstraße. Ganz im Norden befindet sich der ab 1907 angelegte Hauptfriedhof von Recklinghausen und ein kleiner jüdischer Friedhof mit einem Gedenkstein für die Recklinghäuser Opfer der Shoa. Im Süden an der Grenze zur Innenstadt liegt der alte jetzt zur Parkanlage umgestaltete Friedhof von 1809 mit einem Ehrenmal aus dem Jahr 1928 für die Gefallenen des 1. Weltkriegs; seit 1955 wird hier auch der Gefallenen des 2. Weltkriegs sowie der zivilen Kriegsopfer – und seit den neunziger Jahren der Opfer des NS-Gewaltregimes und der Heimatvertriebenen gedacht.
Ebenfalls ganz im Süden an der Grenze zur Innenstadt befindet sich der Hauptbahnhof und der Busbahnhof von Recklinghausen. Gegenüber vom Hauptbahnhof steht ein Hochbunker aus dem Zweiten Weltkrieg, der seit 1950 als Kunsthalle genutzt wird. Seit 1934 gibt es im Nordviertel eine katholische Kirche, die Elisabethkirche, und seit 1953 einen evangelischen Pfarrbezirk, die Andreasgemeinde. Die Rombergschule wurde um 1970 in eine konfessionsübergreifende Grundschule und das Lyzeum 1975 in das koedukative Marie-Curie-Gymnasium umgewandelt. Neue Schulen entstanden: die Wolfgang-Borchert-Gesamtschule und die Raphael-Förderschule. 1965 wurde im angrenzenden Stadtgarten das Ruhrfestspielhaus als Aufführungsort der Ruhrfestspiele gebaut.
Wie auch West- und Ostviertel liegt das Nordviertel auf dem Vestischen Höhenrücken und steigt von der Innenstadt aus merklich an. An der südlichen Basis (Grafenwall) liegen die Höhen um 68 m über NHN, bis zur Kreuzung mit Franz-Bracht-Straße und Otto-Burrmeister-Allee steigt die Halterner Straße bereits bis auf gut 95 m an. Der höchste Punkt des Stadtteils mit 108,5 m liegt nordwestlich der Gesamtschule. Diese Höhe wird auch in etwa am Nordwestende der Cäcilienhöhe erreicht und in unmittelbarer Nähe, jedoch bereits im Westviertel, übertroffen (110,6 m an der Sternwarte).

## Verkehr
Die VRR-Buslinien 203, 214, 220, 223 und 231 der Vestischen Straßenbahnen bedienen den Stadtteil.
| Linie | Verlauf | Takt (Mo–Fr)        |
| ----- | --- | ------------------- |
| 203   | Recklinghausen Hbf → Lohtor → Westviertel → Festspielhaus → Nordviertel → Recklinghausen Hbf | 60 min (nur abends) |
| 214   | RE Nordcharweg – Nordviertel – Recklinghausen Hbf – Lohtor – Westviertel – Herten-Scherlebeck – Disteln – Herten Mitte (Herten , 500 m) | 60 min              |
| 220   | Recklinghausen Hbf – Nordviertel – Speckhorn – Marl-Sinsen – Sinsen Bf – Lenkerbeck – Hüls – Drewer – Marl Mitte | 30 min              |
| 223   | Recklinghausen Hbf – Nordviertel – Marl-Löntrop – Lenkerbeck Feuerwehrhaus – Hüls-Süd – Drewer – Chemiepark Marl – Marl Mitte | 30 min              |
| 231   | Recklinghausen Hbf – Nordviertel – Ostviertel Lange Wanne – Alt Oer – Oer-Mitte – Maritimo – Klein-Erkenschwick – Oer-Erkenschwick Berliner Platz – Gewerbegebiet Rapen – Horneburg – Meckinghoven – Datteln Bf – Waltrop Hebewerk – Oberwiese – Waltrop Rathaus – Am Moselbach | 30 min              |